# Linnaemya oralis
Linnaemya oralis är en tvåvingeart som först beskrevs av Townsend 1927.  Linnaemya oralis ingår i släktet Linnaemya och familjen parasitflugor. Inga underarter finns listade i Catalogue of Life.